# Stanislav Kovář (malíř)
Stanislav Kovář (6. prosince 1931 Lčovice – 11. ledna 2017 Klášter Hradiště nad Jizerou) byl český malíř, grafik, designér, sklářský a textilní výtvarník.

## Život
Stanislav Kovář se narodil 6. prosince 1931 ve vesničce Lčovice ležící v předhůří Šumavy. Zde vznikaly jeho první drobné kresby.
Přesto, že byl vyučen obchodním příručím, využil možnosti po válce se přihlásit k přijímacím zkouškám na vysokou školu i bez maturity. A tak poprvé opustil svůj rodný kraj a vydal se do Prahy k talentové zkoušce na Vysokou školu uměleckoprůmyslovou. Byl přijat s podmínkou složení maturity na dvouleté přípravce v Liberci. Po dvou letech se vrátil na VŠUP, kde si jej vybral za svého žáka pro mimořádnou schopnost barevného cítění akad. malíř Alois Fišárek, který vedl ateliér monumentální malby a textilního umění. Po úspěšném absolvování studia obdržel titul akademický malíř.
Znovu se vrátil do Liberce, zde se oženil a působil jako pedagog a výtvarník. Koncem 60. let se trvale usadil v Mladé Boleslavi, pracoval krátce jako aranžér podniku Potraviny a pedagog učiliště. Od roku 1966 se již plně věnoval předávání zkušeností budoucí výtvarné generaci nejprve jako pedagog, později jako vedoucí výtvarného oboru mladoboleslavské Lidové školy umění (později Základní umělecká škola) (1966–1991). V roce 1993 založil Stanislav Kovář se svou dcerou Soukromou základní školu výtvarných umění Na Karmeli (později Základní umělecká škola Karmel, v. o. s.).
Stanislav Kovář byl členem výtvarných sdružení a organizací: Středočeské sdružení výtvarníků, Svaz českých výtvarných umělců (SČVU) – předseda krajské organizace, Český fond výtvarných umění (ČFVU), Unie výtvarných umělců České republiky, Skupina mladoboleslavských výtvarníků.
28. října 2009 byla akad. malíři Stanislavu Kovářovi udělena Cena statutárního města Mladá Boleslav za celoživotní práci a neobyčejný přínos městu. Jedná se prestižní ocenění města Mladá Boleslav, které se uděluje od roku 2006 každoročně jedné osobnosti, která svým životem a dílem přispěla k propagaci města, jeho zvelebení, rozvoji a zkvalitnění života občanů.

## Dílo

### Textil
Práce s textilem představuje zásadní součást umělcovy tvorby, Stanislav Kovář se nesoustředil na jednu oblast, ale řešil úkoly pomocí různých textilních technologií. Pro svoji schopnost experimentovat při práci s textilem stál na počátku 60. let ve Vratislavicích nad Nisou s dalšími kolegy u zrodu vynálezu nových technologických postupů při výrobě textilií. Tyto postupy vedoucí k novému pohledu na výtvarnost textilie, na její charakter a využití, odstartovaly vývoj technik známých pod názvy art protis, aradekor, araoptimix…
Od poloviny 60. let se více zabýval batikou a autorským tiskem na bavlně. S pomocí jednoduchých dřevěných tiskátek vznikala až monumentální textilní panó, v nichž se snoubí české lidové umění a jeho tvořivé využití s hlubokou znalostí a dovedností získaných studiem (např. textilní panó pro interiér cukrárny v Mladé Boleslavi 1968). Tyto formy se objevují rovněž v návrzích na závěsy, šátky, ubrusy a látky. Řada z takto vzniklých děl, později zpracovaných v kombinaci se šablonovým tiskem, zdobí interiéry bytů. Lyričnost zpracování je umocněna náměty, které vychází z umělcova pohledu na svět, z jeho okouzlení krajinou českou i imaginární. Inspirace přírodou a oblíbené motivy ptáků, ryb, fantazijní rostliny, krystalické struktury a geometrická hravost už napořád zůstanou přítomny v celém umělcově díle. Ojediněle se Kovář věnoval gobelínu.
V 70. letech se Kovář dál věnoval textilní tvorbě, od autorského tisku přecházel více k textilnímu barevnému leptu a filmtisku, zpočátku ještě kombinovanému s ručním tiskem, tak jak je to patrné na textilním závěsu pro hlavní sál Domu kultury v Mladé Boleslavi (1972) nebo na textiliích pro restauraci Asia (1970). Tyto a mnohé další (šátky, dekorační textilie) vyžadovaly nutně spolupráci s technology ve výrobě (TIBA Josefův Důl, Slovenský fond výtvarných umění Bratislava).
V 80. letech se Stanislav Kovář vrátil k technice flordecor. Spolupracoval se Státním výzkumným ústavem textilním v Liberci. Snaha o nová řešení vedla k nezvykle řešenému textilnímu stropu v sále kina Eden v Praze-Vršovicích, kde je zavěšeno 32 textilních pásů, znázorňujících jakési vlnění (1987) nebo k novému druhu textilních tapet pro opravené divadlo v Mladé Boleslavi (1989). Vznikla řada monumentálních tapisérií, zhotovených technikou vpichování, pro výtvarné dořešení interiéru např. pro foyer divadla v Mladé Boleslavi (1989), pro konferenční sál v holandském Enschede (1989) nebo pro jednací síň Magistrátu v Mladé Boleslavi (1991). Navrhl a realizoval monumentální malbu na plátně pro Obřadní síň v Chotětově (arch. Jiří Štěrba). Kromě prací pro již určený architektonický prostor vytvářel Kovář díla menších rozměrů. Náměty čerpal opět z přírody, jak napovídají jednotlivé názvy – Krajina ticha, Květiny a ptáci, V zahradě, Imaginární krajina, Okno, Na jezeře, Podzimní zahrádka, Ryby atd.

### Imaginace
Na druhé straně jako protipól vznikala díla, která jsou nyní charakterizována jako česká imaginace a nefigurativní tvorba 60. let. Jde o díla, v nichž prvek náhody je umělecky dál ztvárňován. Jako „umění v syrovém stavu“ je do směsi pojiva přimícháván písek a štěrk. Z původně přírodních plastik s až bublajícím obsahem a vulkanizující strukturou se Kovář dostával do poloh zcela odpovídajících atmosféře 60. let. Tak vznikala strukturálně velmi bohatá plastická díla s dramatickým obsahem, umocněna navíc svojí barevností, pohybující se převážně v černé s doplněním omezené barevné škály červené nebo bílé. Plastiky z kamenů, díla skládaná z dřevěných prvků, zápalkové reliéfy mají v sobě skrytou jednoduchou formu a hravost. Černobílé geometrické plastiky byly částečně reakcí na op-art. Tato barevná kombinace je příznačná pro grafické techniky. Kovář se čas od času věnoval technice linorytu, využívajíc jeho možností – výtvarné zkratky a plošného řešení.

### Sklo
Na začátku studijních let měl Stanislav Kovář možnost zúčastnit se prací pro Světovou výstavu Expo v Bruselu 1958 (návrh vitráže pro československý kulturní stánek). Byla to velmi užitečná škola praxe na počátku jeho uměleckého vývoje. V 90. letech se těžiště Kovářovy monumentální tvorby přesouvalo ke zcela odlišnému materiálu. Využíval sice svých zkušeností z realizace skleněné mozaiky pro Základní školu v Bělé pod Bezdězem (1976) a z malby na porcelán, jíž se příležitostně zabýval v 80. letech. Barevné sklo Stanislava Kováře plně okouzlilo, s vervou a s mladickou chutí se pouštěl do náročných realizací. Pro Základní školu Pastelka v Mladé Boleslavi navrhle vitráže (realizace firmou G+V Bakov nad Jizerou). Ve spolupráci s uměleckým sklářem Vlastimilem Eichlerem vznikla okna (vitráže, sklomalba) pro Okresní muzeum v Náchodě jako dar I. a D. Tláskalových. Jeho přímá účast a umělecké zásahy při realizaci zcela měnila pojetí klasické vitráže směrem k moderně ztvárněné monumentální sklomalbě. Tvůrce návrhů vitráží pro baziliku na Svaté Hoře v Příbrami.

### Malba
„Výtvarník podle mého názoru musí vědět, co chce říci, ale aby dokázal to něco divákovi přesvědčivě předložit, musí být mistrem nejen po obsahové, ale i formální stránce. Proto jsem zprvu hodně kreslil – krajiny, portréty, ale i drobné detaily z přírody. Proto jsem hodně maloval – a maluji pořád. To vše je nezbytné i pro monumentální tvorbu.“ Tak charakterizoval svůj pohled na tvorbu akademický malíř Stanislav Kovář, který zůstal věrný po celý život. Vývoj Kovářovy krajinomalby směřuje od reálné šumavské krajiny (tempera, olej) přes vzduchem a vodou prosycené šťavnaté akvarely z cest do Bulharska, Německa, Holandska, Rakouska a Francie, „napsané krajiny“ z okolí Mladé Boleslavi (kvaš) až po ztvárnění krajiny a přírodních složek jako symbolu s geometrickými prvky z posledního období.

## Realizace v architektuře

### Realizace v Mladé Boleslavi
Při realizacích v architektuře tvoří výtvarník jakousi pomyslnou trojici společně s architektem (architekti Řezáč, Štěrba, Pešek, aj.) a technologem ve výrobě (TIBA Josefův Důl, Výzkumný ústav Bratislava, Výzkumný ústav Liberec, GV-GLASS Bakov nad Jizerou, aj.)
1.1/ Kachle pro „Cukrárnu u soudu“ s motivy historických automobilů (60. léta)
- neznámo kde (odstraněno v 70. letech)

1.2/ Monumentální tapiserie pro výtvarné řešení interiéru v Mladé Boleslavi
Textilní panó „Mladá Boleslav“ na motivy textu písně Boleslav, Boleslav, překrásné město…. (1968)
- pro interiér cukrárny v Mladé Boleslavi známé pod názvem „Nová cukrárna“

- autorský tisk na bavlně, 4,2 x 2,2 m

- nedochováno (odstraněno v 80. letech)

Textilní lept s čínskými motivy draků pro restauraci Asia v Mladé Boleslavi (1970)
- nedochováno (odstraněno v 80. letech)

Textilní závěs pro Dům kultury v Mladé Boleslavi „1 000 let Mladé Boleslavi“ (1972)
- dílo obsahuje stylizované pamětihodnosti města a jeho okolí a text Františka Hrubého

- autorský tisk na vlně, 8 x 40 m

- nedochováno (odstraněno na počátku 90. let)

Nástěnné tapiserie (art protis) pro divadlo v Mladé Boleslavi – schodišťové podesty (1989)
Textilní obraz + státní znak pro jednací síň starosty města Mladá Boleslavi (90. léta)
1.3/ Sklomalba – vitráž
Umělecké ztvárnění proskleného vstupu na téma Život v přírodě (1994–1995)
- budova 9. ZŠ Pastelka a ZUŠ v Mladé Boleslavi (Ing. arch. J. Štěrba)

- sklomalba, vitráž (návrh a účast na realizaci) vytvořena ve spolupráci s GV-GLASS VITRAGE s.r.o. Bakov nad Jizerou

- vytvořeno ze 117 panelů skla – 90 m²

### Ostatní realizace vČesku
Skleněná mozaika ve vstupním prostoru budovy Základní školy v Bělé pod Bezdězem s názvem „V zemi míru“ (1976)
- návrh i realizace

- velikost díla 3 x 3 m

Textilní závěsy „Otvírání studánek“ pro lovecký zámeček Podčejk (1978)
Nezvyklé řešení stropu „Vlnění“ v kině Eden – Praha 1 (1987)
- 32 zavěšených textilních pasů

Opona pro hlavní sál Kulturního domu Praha Vršovice (1978)
- filmtisk

Malba pro interiér Obřadní síně v Chotětově
- ve spolupráci s architektem Jiřím Štěrbou

Vitráže tří oken na téma "Metuje", "Kameny a ptáčci" a "Na prahu věčnosti" a originální osvětlovací těleso v délce 5 metrů pro budovu Okresního muzea v Náchodě
- návrh a realizace ve spolupráci se sklářským výtvarníkem Vlastimilem Eichlerem

- dar profesorek Dagmar a Ivony Tláskalových

- stav ani umístění není znám, protože díla nebyla v rozporu s darovací smlouvou nainstalována

Vitráž, sklomalba pro Dům pečovatelské služby v Mnichově Hradišti (1999)
- spolupráce se sklářským výtvarníkem Vlastimilem Eichlerem

### Realizace mimo území Česka
- Monumentální tapiserie pro interiér konferenční síně v Enschede (Holandsko)
- Textilní opona „Píseň o mé zemi“ pro Kulturní dům v Haiphongu – Vietnam (1988), filmtisk, 6 x 26 m

### Zastoupení ve sbírkách
- Středočeská galerie
- Městská galerie Mladá Boleslav
- Okresní muzeum v Mladé Boleslavi
- Okresní muzeum v Náchodě
- Soukromé sbírky v České republice a v zahraničí (Německo, Polsko, Rusko, Ukrajina, Chorvatsko, Bulharsko, Holandsko, Španělsko a USA)

## Výstavy

### Samostatné výstavy
- 1985 Stanislav Kovář: Výběr z díla 1955 – 1985, Sbor českých bratří, Mladá Boleslav
- 2002 Stanislav Kovář: Krajina ticha
- 2007 Stanislav Kovář: Výběr z díla, Rabasova galerie Rakovník, Rakovník
- 2008 Stanislav Kovář, výstava v Domě Kultury Mladá Boleslav
- 2009 Stanislav Kovář: Voda a les, Sbor českých bratří, Mladá Boleslav

dále výstavy ve městech: Bělá pod Bezdězem, Kolín, Staré Hrady, Levice (Slovensko), Štětín (Polsko), Sofie (Bulharsko)

### Kolektivní výstavy
- 1963 Dvoj i trojrozměrná grafika a užité umění Tvůrčí skupiny Horizont, Galerie Václava Špály, Praha
- 1975 Výstava učitelů výtvarných oborů LŠU, Galerie ve věži, Mělník
- 1977 Der Gemeinsame Weg: Die Ausstellung der Bildenden Künstler aus den befreundeten Bezirken der sozialistischen Länder: Gebiet Moskau, Bezirk Potsdam, Kreis Sofia, Wojwodschaft Siedleck und Kreis Mittelböhmen, zu Ehren des 60. Jahrestages der Grossen Soziali, Středočeská galerie, výstavní síně, Praha
- 1978 Václav Černý: Keramika, Stanislav Kovář: Textilní návrhy, Jaroslava Kučerová: Goblény, Regionální muzeum Kolín, Kolín
- 1979 Václav Černý: Keramika, Stanislav Kovář: Textilní návrhy, Jaroslava Kučerová: Goblény, Galerie Dílo, Brno (Brno-město)
- 1981 Středočeští výtvarníci k 60. založení KSČ. Obrazy, plastiky, grafika, užité umění, Středočeská galerie, výstavní síně, Praha
- 1984 3. členská výstava středočeských výtvarníků, Středočeská galerie, výstavní síně, Praha
- 1985 Vyznání životu a míru. Přehlídka československého výtvarného umění k 40. výročí osvobození Československa Sovětskou armádou, Praha
- 1985 Vyznání životu a míru. Přehlídka československého výtvarného umění k 40. výročí osvobození Československa Sovětskou armádou, Dom kultúry, Bratislava
- 2002 Salon 2002 středočeských výtvarníků, Podlipanské muzeum v Českém Brodě, Český Brod
- 2003 Středočeské sdružení výtvarníků, Členská výstava 2003, Rabasova galerie Rakovník
- 2004 Středočeské sdružení výtvarníků: Členská výstava 2004, Rabasova galerie Rakovník
- 2005 Středočeské sdružení výtvarníků: Členská výstava 2005, Rabasova galerie Rakovník
- 2006 Výstava obrazů a textilních objektů (spolu se Stanislavou Královou), Dům kultury Mladá Boleslav
- 2006 Středočeské sdružení výtvarníků: Členská výstava 2006, Rabasova galerie Rakovník
- 2007 Středočeské bienále ’07, Galerie Františka Drtikola, Příbram
- 2007 Středočeské bienále ’07, Rabasova galerie Rakovník, Rakovník
- 2008 Středočeské sdružení výtvarníků: Členská výstava 2008, Sbor českých bratří, Mladá Boleslav
- 2008 Středočeské sdružení výtvarníků: Členská výstava 2008, Zámecká galerie Chagall, Karviná
- 2008 Středočeské sdružení výtvarníků: Členská výstava 2008, Rabasova galerie Rakovník
- 2008 Středočeské sdružení výtvarníků: Členská výstava 2008, Městská galerie, Beroun

## Pedagogická činnost

### LŠU a ZUŠ Mladá Boleslav
Kovářova pedagogická činnost je neodmyslitelně spjata s budovou bývalé bratrské školy Na Karmeli v Mladé Boleslavi. Zde přivedl k výtvarnému umění řadu žáků. V letech 1966 – 1991 působil v mladoboleslavské Lidové škole umění (později Základní umělecké škole). Od roku 1973 vedl výtvarný obor školy.

### ZUŠ Karmel
V roce 1993 založil Stanislav Kovář se svou dcerou Mgr. Stanislavou Královou Soukromou základní školu výtvarných umění Na Karmeli (později Základní umělecká škola Karmel, v. o. s.). Zde vyučoval do roku 2012.
Za svého pedagogického působení uspořádal Stanislav Kovář velké množství žákovských výstav. Mezi žáky Stanislava Kováře najdeme profesionální výtvarné umělce i milovníky umění.

## Členství v organizacích
- Středočeské sdružení výtvarníků
- Svaz českých výtvarných umělců (SČVU) – předseda krajské organizace
- Český fond výtvarných umění (ČFVU)
- Unie výtvarných umělců České republiky
- Skupina mladoboleslavských výtvarníků

## Ocenění
28. října 2009 byla akad. malíři Stanislavu Kovářovi udělena Cena statutárního města Mladá Boleslav za celoživotní práci a neobyčejný přínos městu. Jedná se prestižní ocenění města Mladá Boleslav, které se uděluje od roku 2006 každoročně jedné osobnosti, která svým životem a dílem přispěla k propagaci města, jeho zvelebení, rozvoji a zkvalitnění života občanů.